# Monchy-Lagache
Monchy-Lagache és un municipi francès situat al departament del Somme i a la regió dels Alts de França. L'any 2007 tenia 733 habitants.

## Demografia

### Població

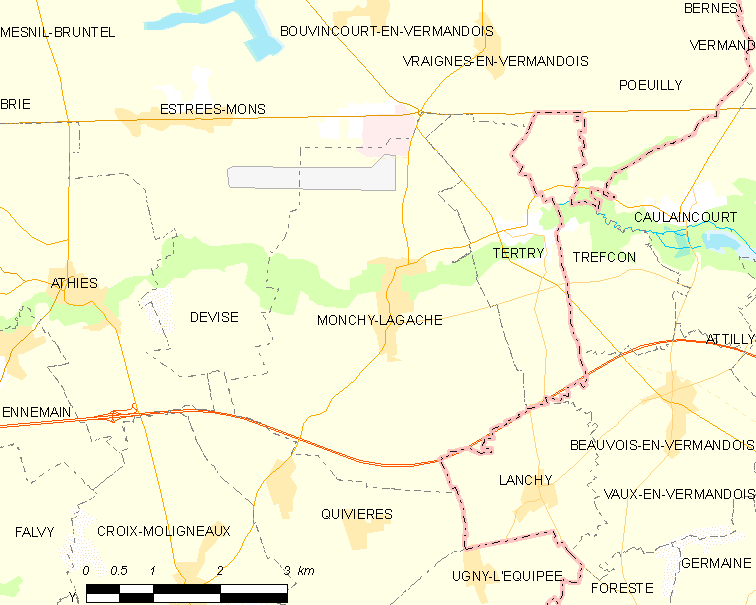
mapa del municipi

El 2007 la població de fet de Monchy-Lagache era de 733 persones. Hi havia 286 famílies de les quals 56 eren unipersonals (13 homes vivint sols i 43 dones vivint soles), 115 parelles sense fills, 98 parelles amb fills i 17 famílies monoparentals amb fills.
La població ha evolucionat segons el següent gràfic:
Habitants censats

### Habitatges
El 2007 hi havia 328 habitatges, 286 eren l'habitatge principal de la família, 14 eren segones residències i 27 estaven desocupats. 323 eren cases i 4 eren apartaments. Dels 286 habitatges principals, 221 estaven ocupats pels seus propietaris, 57 estaven llogats i ocupats pels llogaters i 9 estaven cedits a títol gratuït; 9 tenien dues cambres, 25 en tenien tres, 69 en tenien quatre i 183 en tenien cinc o més. 211 habitatges disposaven pel capbaix d'una plaça de pàrquing. A 130 habitatges hi havia un automòbil i a 117 n'hi havia dos o més.

### Piràmide de població
La piràmide de població per edats i sexe el 2009 era:
| Homes | Edats   | Dones |
| ----- | ------- | ----- |
| 0     | 95 o +  | 0     |
| 0     | 90 a 94 | 0     |
| 4     | 85 a 89 | 4     |
| 0     | 80 a 84 | 8     |
| 16    | 75 a 79 | 32    |
| 8     | 70 a 74 | 20    |
| 28    | 65 a 69 | 12    |
| 8     | 60 a 64 | 20    |
| 16    | 55 a 59 | 12    |
| 40    | 50 a 54 | 24    |
| 16    | 45 a 49 | 20    |
| 40    | 40 a 44 | 32    |
| 28    | 35 a 39 | 36    |
| 20    | 30 a 34 | 16    |
| 28    | 25 a 29 | 16    |
| 28    | 20 a 24 | 16    |
| 40    | 15 a 19 | 24    |
| 36    | 10 a 14 | 20    |
| 36    | 5 a 9   | 32    |
| 24    | 0 a 4   | 16    |

## Economia
El 2007 la població en edat de treballar era de 464 persones, 329 eren actives i 135 eren inactives. De les 329 persones actives 275 estaven ocupades (161 homes i 114 dones) i 54 estaven aturades (22 homes i 32 dones). De les 135 persones inactives 39 estaven jubilades, 43 estaven estudiant i 53 estaven classificades com a «altres inactius».

### Ingressos
El 2009 a Monchy-Lagache hi havia 273 unitats fiscals que integraven 726,5 persones, la mediana anual d'ingressos fiscals per persona era de 15.825 €.

### Activitats econòmiques
Dels 16 establiments que hi havia el 2007, 1 era d'una empresa extractiva, 1 d'una empresa alimentària, 1 d'una empresa de fabricació d'altres productes industrials, 4 d'empreses de construcció, 4 d'empreses de comerç i reparació d'automòbils, 1 d'una empresa de transport, 1 d'una empresa d'hostatgeria i restauració, 2 d'empreses immobiliàries i 1 d'una empresa classificada com a «altres activitats de serveis».
Dels 4 establiments de servei als particulars que hi havia el 2009, 1 era un guixaire pintor, 2 lampisteries i 1 perruqueria.
Dels 2 establiments comercials que hi havia el 2009, 1 era una botiga de més de 120 m² i 1 una botiga de menys de 120 m².
L'any 2000 a Monchy-Lagache hi havia 11 explotacions agrícoles.

## Equipaments sanitaris i escolars
El 2009 hi havia una escola elemental integrada dins d'un grup escolar amb les comunes properes formant una escola dispersa.

## Poblacions més properes
El següent diagrama mostra les poblacions més properes.